# Girls Aloud
Girls Aloud é um girl group britânico-irlandês de música pop com cinco integrantes: Cheryl, Kimberley Walsh, Nadine Coyle, Nicola Roberts e Sarah Harding. Formado em 2002 por meio do Popstars: The Rivals, a versão britânica do talent show neozelandês Popstars. Em 2012, elas foram reconhecidas como o maior grupo feminino do século XXI em vendas no Reino Unido até o momento, comercializando mais de 4 milhões e 300 mil singles e 4 milhões de álbuns no Reino Unido. O grupo alcançou uma sequência de vinte músicas entre os dez primeiros postos do UK Singles Chart, incluindo quatro números um; "Sound of the Underground", "I'll Stand by You", "Walk This Way" e "The Promise". Elas também possuem sete álbuns certificados pelo BPI, dois dos quais estrearam em primeiro lugar na UK Albums Chart. Além disso, foram indicadas para cinco Brit Awards, ganhando o prêmio de Melhor Single de 2009 por "The Promise".
O estilo musical principal do Girls Aloud é o pop, mas elas também experimentaram outros gêneros ao longo de sua carreira, incluindo electropop, dance-pop e dance-rock. As colaborações do grupo com Brian Higgins e a equipe de produção Xenomania as renderam aclamação da crítica especializada, por causa de uma abordagem "inovadora" à música pop mainstream. O grupo se tornou um dos poucos atos ourindos de um talent show britânico a alcançar sucesso contínuo, acumulando uma fortuna de 30 milhões de libras até maio de 2010. Nas edições de 2007 e 2011 dos Guinness World Records, foram reconhecidas como o grupo de maior sucesso surgido em um reality show. Elas também detêm o recorde de mais entradas consecutivas entre os 10 primeiros postos no UK Singles Chart por um grupo feminino, até 2008.
O Girls Aloud se desfez em março de 2013 após a conclusão de sua última turnê Ten: The Hits Tour. Harding morreu de câncer de mama em 5 de setembro de 2021, aos 39 anos. As integrantes restantes se reuniram para uma turnê, nomeada The Girls Aloud Show, que se tornou a maior realizada em arenas no Reino Unido em 2024.

## História

### 2002–2004:Sound of the Underground
As Girls Aloud foram formadas em 30 de novembro de 2002, no reality show Popstars:The Rivals do canal ITV1. O conceito do programa era o de produzir uma boy band e um girl group que seriam rivais para concorrer ao primeiro lugar no UK Singles Chart da semana do Natal de 2002, a mais importante do ano. As cinco garotas escolhidas para formar o grupo foram (na ordem): Cheryl Tweedy, Nicola Roberts, Nadine Coyle, Kimberley Walsh e Sarah Harding. Javine Hylton ficou em sexto lugar e não entrou para o grupo, apesar das expectativas de que seria uma das selecionadas.
Assim que confirmadas as vencedoras do programa, as garotas gravaram uma versão do hino natalino "Stay Another Day", que acabou tornando-se um b-side e deu lugar a "Sound of the Underground" como primeiro single. Alguns tablóides anunciaram o single como sendo uma regravação. Verificou-se então que a canção foi originalmente gravada em 2001, pelo grupo londrino Orchid, que se separou antes de fechar contrato com alguma gravadora. Muitos artigos falsamente afirmaram que a música havia sido "roubada" pelas Girls Aloud. Na verdade, os direitos autorais da música são de Xenomania (um dos produtores do grupo), e a versão original foi utilizada apenas como "teste". Quando a canção foi apresentada para as garotas e sua equipe, elas decidiram gravá-la e serem as primeiras a lançarem a música como seu single - o que torna a música delas, e não uma regravação, como era sugerido.O grupo concorrente das Girls Aloud era a boy band One True Voice, que havia sido selecionada por Pete Waterman. As Girls Aloud participavam de uma enorme turnê promocional para conseguir o topo da parada. Elas usaram o slogan "Buy girls, bye boys" (em português: "Compre garotas, adeus aos garotos"), para convencer o público a comprar seu single.

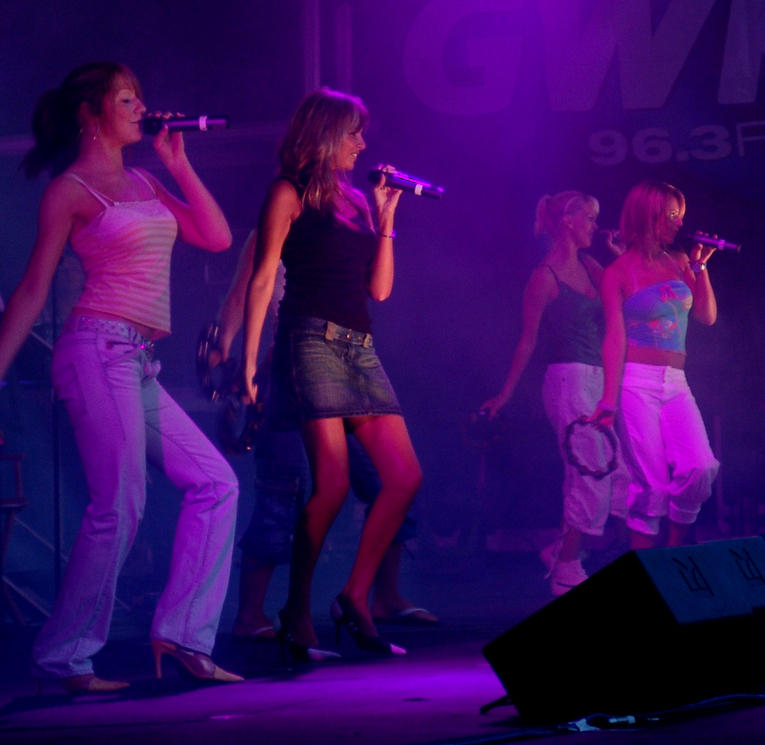
Girls Aloud se apresentando no Bristol International Balloon Fiesta em agosto de 2004

Assim sendo, em dezembro do mesmo ano, as garotas alcançaram o primeiro lugar da parada britânica (apenas 16 dias após formarem a banda), vendendo 213.000 cópias apenas na primeira semana, enquanto o One True Voice, com seu single "Sacred Trust" vendeu apenas 147.000 cópias, ficando na segunda colocação. "Sound of the Underground" permaneceu no topo por 4 semanas, recebendo a certificação de platina em março de 2003. Após o enorme sucesso do seu primeiro single, o recém-formado grupo teve vários meses para gravar seu álbum de estréia. O álbum, com o nome Sound of the Underground, foi lançado em 26 de maio de 2003. Ele estreou em segundo lugar no UK Albums Chart, a parada de álbuns do Reino Unido, atrás de Justin Timberlake, com o álbum Justified. Em 6 de junho de 2003 o álbum recebeu a certificação de ouro pela BPI (Indústria Fonográfica Britânica - British Phonographic Industry - no original), cinco meses mais tarde, recebeu a certificação de platina. Uma das faixas do álbum, "Girls Allowed", foi escrita para as garotas pelo ex-integrante da banda Westlife, Brian McFadden. A banda começou então a promover seu segundo single, chamado "No Good Advice", lançado em maio de 2003, que trouxe ótimos retornos ao grupo, alcançando o segundo lugar na parada britânica, perdendo apenas para R. Kelly, com a música "Ignition Remix".
O plano da gravadora então era lançar a música "Some Kind of Miracle" como terceiro single, mas após grande manifestação dos fãs, o plano foi cancelado. Então em agosto de 2003 as Girls Aloud lançaram seu terceiro single, a balada romântica "Life Got Cold", que alcançou o terceiro lugar no UK Singles Chart. Alguns artigos ainda afirmaram que o riff do refrão da música foi tirado do hit de 1995 "Wonderwall", do Oasis. As garotas receberam seu primeiro prêmio, quando compareceram ao Disney Channel Awards, onde ganharam o prêmio por "Melhor Single", com "Sound of the Underground", batendo vários candidatos, incluindo Busted e Justin Timberlake. Em novembro do mesmo ano, elas regravaram um clássico dos anos 80, uma versão da música das The Pointer Sisters, "Jump", para a comédia romântica Love Actually, tornando-se o quarto single das garotas. A versão do grupo para "Jump" não foi veiculada na versão americana de Love Actually, mas sim a versão original das The Pointer Sisters, devido às platéias americanas ignorarem as Girls Aloud. No entanto, a versão da banda é usada na trilha sonora da versão britânica do filme. O single alcançou o segundo lugar nas paradas, perdendo apenas para o grupo Westlife, com a canção "Mandy".
No Natal de 2003 foi a vez do relançamento do primeiro álbum Sound of the Underground, com uma nova capa, incluindo desta vez as canções "Jump", além de uma regravação da canção "Girls on Film", do Duran Duran, e uma faixa inédita intitulada "You Freak Me Out". Esta faixa fazia parte da trilha sonora do filme da Disney Sexta-Feira Muito Louca (Um Dia de Doidos em Portugal), onde Jamie Lee Curtis era a personagem principal juntamente com Lindsay Lohan. As garotas estiveram na estréia do filme, mas decidiram não lançar "You Freak Me Out" como o seu próximo single, com o início dos trabalhos para o segundo álbum. Em junho de 2004, as Girls Aloud ganharam mais um prêmio, pela "Glamour Magazine Awards", na categoria de "Melhor Banda".

### 2004–2005:What Will the Neighbours Say?
Ainda em junho de 2004, aconteceu a volta antecipada das Girls Aloud com seu novo single "The Show", primeira música do seu segundo álbum. A canção tem uma estrutura pouco usual para uma música pop, o que mostrou um novo olhar das garotas para este estilo. Antes de sua estréia, houve uma campanha promocional, mostrando cinco cadeiras vazias, cada uma com o nome de uma das garotas. Mais tarde, as mesmas cadeiras estavam na capa do single da música, com cada garota sentada em sua respectiva cadeira. "The Show" foi lançado no formato 3" pocket CD algumas semanas após seu lançamento oficial. Esta versão limitada era uma espécie de teste, que posteriormente foi abolido pela Universal Records.

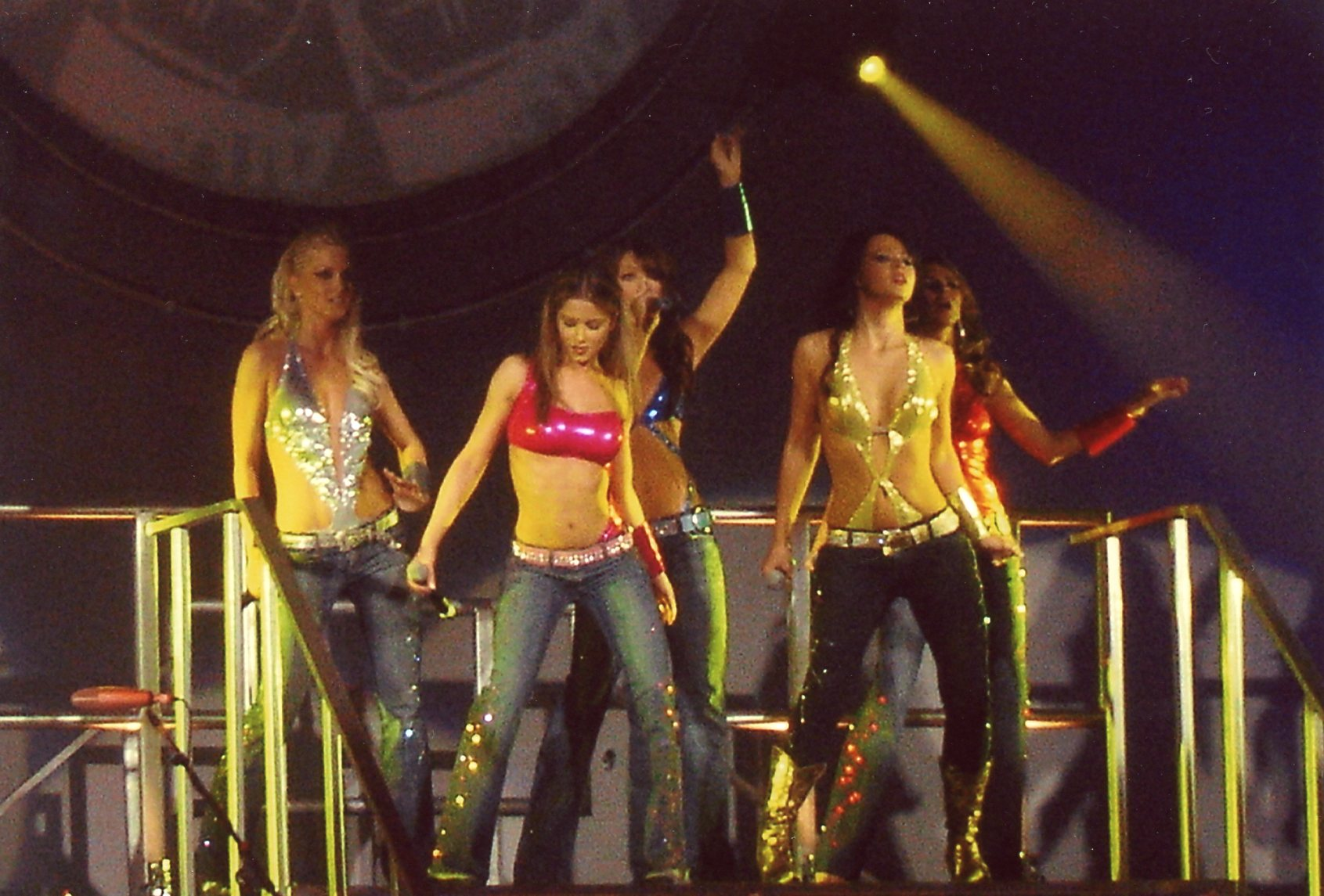
As Girls Aloud se apresentando durante sua primeira turnê What Will The Neighbours Say? Live (2004).

O single obteve um bom desempenho no UK Singles Chart, estreando em segundo lugar, enquanto na Irlanda, chegou a alcançar o quinto lugar. Ele também foi lançado na Austrália, em junho de 2006, como o segundo single da versão australiana do álbum Chemistry, tendo "Biology" como o primeiro single. O single não foi bem no airplay, e recebeu pouca atenção por parte da mídia. "The Show" estreou em número sessenta e sete no ARIA Singles Chart, a parada de singles australiana, sendo a pior estréia da semana.As garotas mudaram seu som novamente para o próximo single, "Love Machine", um pegajoso hit estilo anos 60, e atingiram novamente o segundo lugar nas paradas britânicas, atrás apenas de "Call on Me" de Eric Prydz, em setembro de 2004. A canção tornou-se um dos singles mais populares do grupo, sendo bem recebido pela crítica.
"Love Machine" foi indicada pela "ITV" como "A Música do Ano", e terminou em sexto lugar. Também foi eleita pela Nokia como a segunda música mais divertida da história, atrás apenas de "Song 2", da banda inglesa Blur. A música ainda passou a ser utilizada em um anúncio de televisão para a "Homebase".Em novembro deste mesmo ano, as Girls Aloud foram escolhidas para interpretar a canção oficial do evento beneficente "Children in Need" de 2004, que se tornou o sétimo single das garotas, uma regravação da banda The Pretenders, "I'll Stand by You". Esta era a grande chance delas conseguirem o primeiro lugar da parada britânica, que desde "Sound of the Underground" não conquistavam.
A recepção da crítica para "I'll Stand by You" foi negativa, com o jornal londrino The Guardian classificando-a como uma "condenação ao tédio". Ainda assim, o single estreou nas paradas britânicas em primeiro lugar e permaneceu nesta posição por duas semanas, arrecadando uma grande quantia em dinheiro para o Children in Need. Após o sucesso de "I'll Stand by You", era a vez do segundo álbum ser lançado. Este foi denominado What Will the Neighbours Say?, título parte de um verso de "Love Machine". O álbum, lançado em 29 de novembro de 2004, teve uma recepção bastante positiva da crítica, como o jornal The Guardian, que classificou-o como um grande álbum pop "engraçado, esperto, imediato e ricamente inventivo". O álbum entrou apenas em sexto lugar nas paradas, já que foi lançado em um período do ano em que a competição no mundo fonográfico costuma ser demasiado acirrada. Ainda assim recebeu a certificação de platina. O álbum foi lançado em países europeus selecionados no final de 2004. No entanto, não obteve grande sucesso devido à falta de promoção.Em fevereiro de 2005, o single escolhido para encerrar o segundo álbum das garotas foi a agitada e controversa canção "Wake Me Up", que atingiu o quarto lugar no UK Singles Chart, a primeira vez que um single do grupo não atinge o top 3. O vocalista da banda de rock alternativo Franz Ferdinand, Alex Kapranos elogiou a música enquanto trabalhava com o produtor Brian Higgins:
| “ | Estivemos interessados em Brian durante anos. A produção dele em Wake Me Up das Girls Aloud foi a que me chamou a atenção primeiro. Lembro-me de pensar: 'Que diabo é isso? É impressionante'. Havia algo na música, que foi imediato, mas perigoso - raro em uma girlband. É realmente alucinante. | ” |

Após encerradas as divulgações de "Wake Me Up", as garotas compareceram a eventos e premiações dentre eles o "Capital FM Awards" e TMF Awards, nos quais saíram vencedoras na categoria "Melhor Atuação Pop", e ainda receberam o prêmio de "Banda do Ano" da "Glamour Magazine".
Finalmente chegou o momento para a primeira turnê do grupo, denominada What Will The Neighbours Say? Live. A turnê teve seus ingressos esgotados para quase todas as apresentações no Reino Unido e as garotas cantaram ao vivo em shows repletos de incríveis performances. Em junho de 2005, o grupo lançou o DVD Girls on Film, apresentando os seus oito primeiros shows e apresentações na televisão. O DVD atingiu o quinto lugar no DVD Music Chart, a parada de DVDs musicais do Reino Unido. Este foi seguido pelo DVD da turnê, em novembro de 2005, que chegou ao sexto lugar.

### 2005–06:Chemistry
Após uma breve pausa na sequência da sua primeira turnê, as Girls Aloud começaram a trabalhar em seu terceiro álbum estúdio, Chemistry. O single de estréia do álbum foi "Long Hot Summer", uma típica música de verão. O jornal The Sentinel definiu-a como uma canção "bem-produzida, com uma batida empolgante, e com um refrão forte". A música foi lançada em agosto de 2005 e alcançou o sétimo lugar nas paradas britânicas. O single que lançou o álbum foi "Biology", em novembro de 2005. Peter Cashmore, escreveu para o jornal The Guardian, descrevendo "Biology" como "a melhor música pop da última década". A canção recebeu as melhores críticas entre todos os singles já lançados pelo grupo até então, por sua sonoridade única e sua estrutura diferenciada. "Biology" alcançou o quarto lugar no UK Singles Chart e em setembro de 2006, seguiu o mesmo caminho de "No Good Advice" e "Wake Me Up" ao conquistar o prêmio Popjustice £ 20 Music Prize - vencendo as canções "Supermassive Black Hole", do Muse e "Push the Button" das Sugababes.

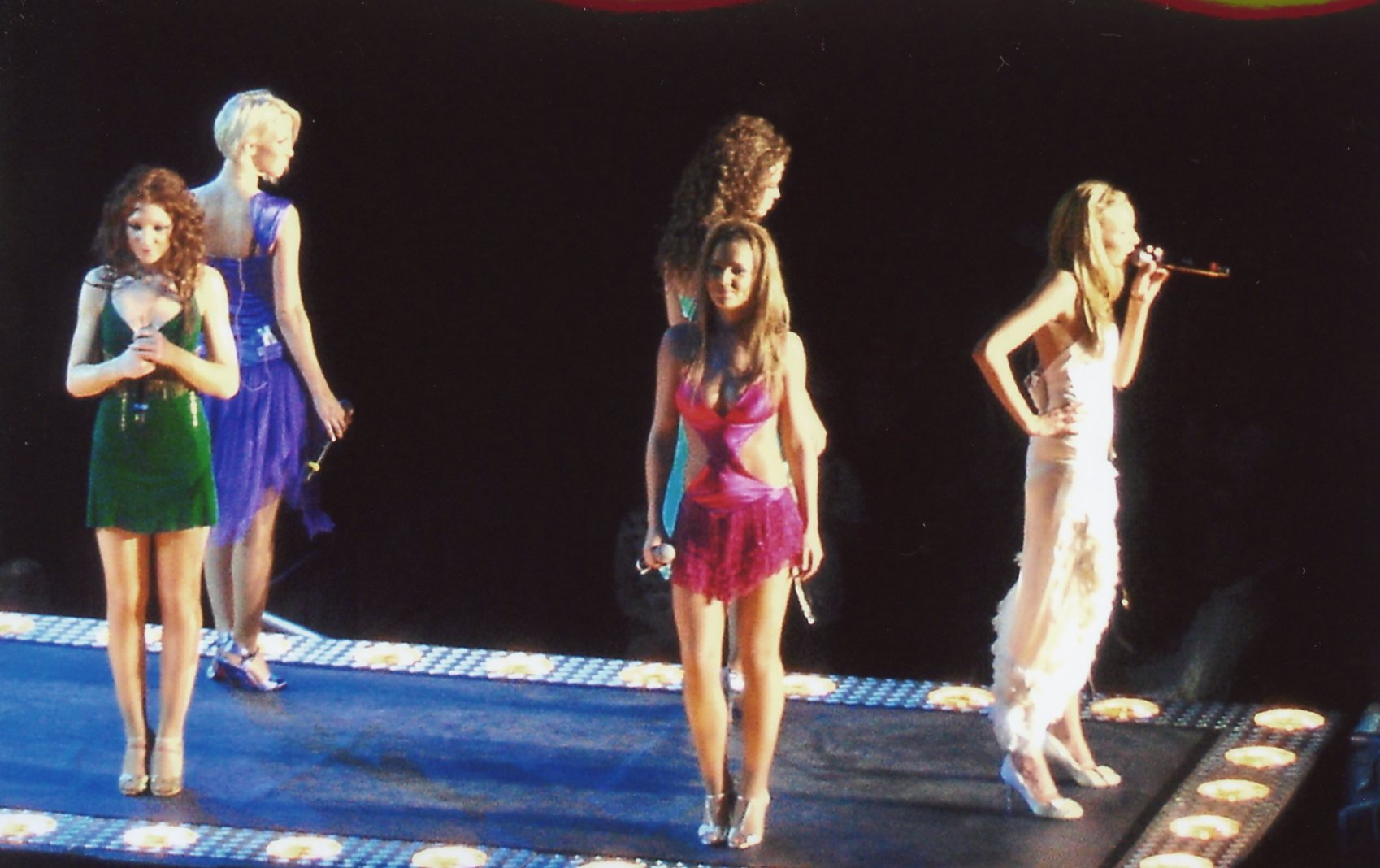
O grupo cantando seu single "I'll Stand By You", que originalmente pertence a banda The Pretenders, na Chemistry Tour em 2006. A canção foi pré-gravada para seu terceiro álbum.

O álbum foi então lançado em 5 de dezembro de 2005 no Reino Unido, e teve uma recepção positiva da crítica, com as publicações The Guardian, NME e Top of the Pops o incluindo na lista dos melhores álbuns de 2005. De toda forma, o álbum foi o único do grupo que não alcançou o Top 10 no UK Albums Chart, a parada de álbuns do Reino Unido, chegando apenas à 11ª colocação, mesmo vendendo muito bem nas primeiras semanas e recebendo a certificação de platina. Há ainda uma versão especial do álbum, lançada no Natal, com uma capa diferente, e um CD bônus, além do CD normal, com oito faixas com temas natalinos. Ainda em dezembro de 2005, as garotas lançaram uma regravação da música de Dee C. Lee, "See the Day". O single foi adiantado no cronograma do grupo, para concorrer no UK Singles Chart na semana do Natal, poucas semanas após o lançamento do single anterior, mas alcançou apenas a nona posição na parada. Em junho de 2006 a música ainda ganhou o prêmio "Heart Award", durante o O2 Silver Clef Lunch, uma cerimônia anual de entrega de prêmios. Nicola Roberts e Kimberley Walsh, compareceram à cerimônia e recebram o prêmio.
Em fevereiro de 2006, o grupo viajou para a Austrália e Nova Zelândia, para lançar o single "Biology" e o álbum "Chemistry". As garotas realizaram uma turnê promocional de uma semana de duração, onde apareceram em vários programas de TV. "Biology" alcançou a 26ª posição na parada de singles australiana, não conseguindo emplacar no mercado australiano. De volta ao Reino Unido, o grupo escolheu "Whole Lotta History" como o single final para o álbum. Lançado em 13 de março de 2006, alcançou o sexto das paradas britânicas, e recebeu, no geral, comentários positivos da crítica. Um jornalista do "allmusic" comparou a música à "2 Become 1" das Spice Girls. Já a BBC chamou-a de "uma magnífica balada romântica". A "Virgin Media" ainda destacou que a canção é "um dos melhores trabalhos das garotas - não tão melosa como "I'll Stand by You" e muito mais envolvente que "See the Day". O videoclipe da música foi filmado em Paris, na França, o primeiro do grupo fora do Reino Unido. Em maio de 2006 o grupo entrou em sua segunda turnê britânica (e a primeira turnê apresentada em arenas), a Chemistry Tour. Durante a turnê, as garotas se apresentaram em dez grandes arenas no Reino Unido, cantando para mais de 100.000 pessoas no total. No mesmo mês, as Girls Aloud foram tranferidas para a Fascination Records, uma sub-gravadora da Polydor Records, gravadora do grupo. A partir desta data, todos os lançamentos das Girls Aloud foram publicados pela Fascination.

### 2006–07:The Sound of Girls Aloud

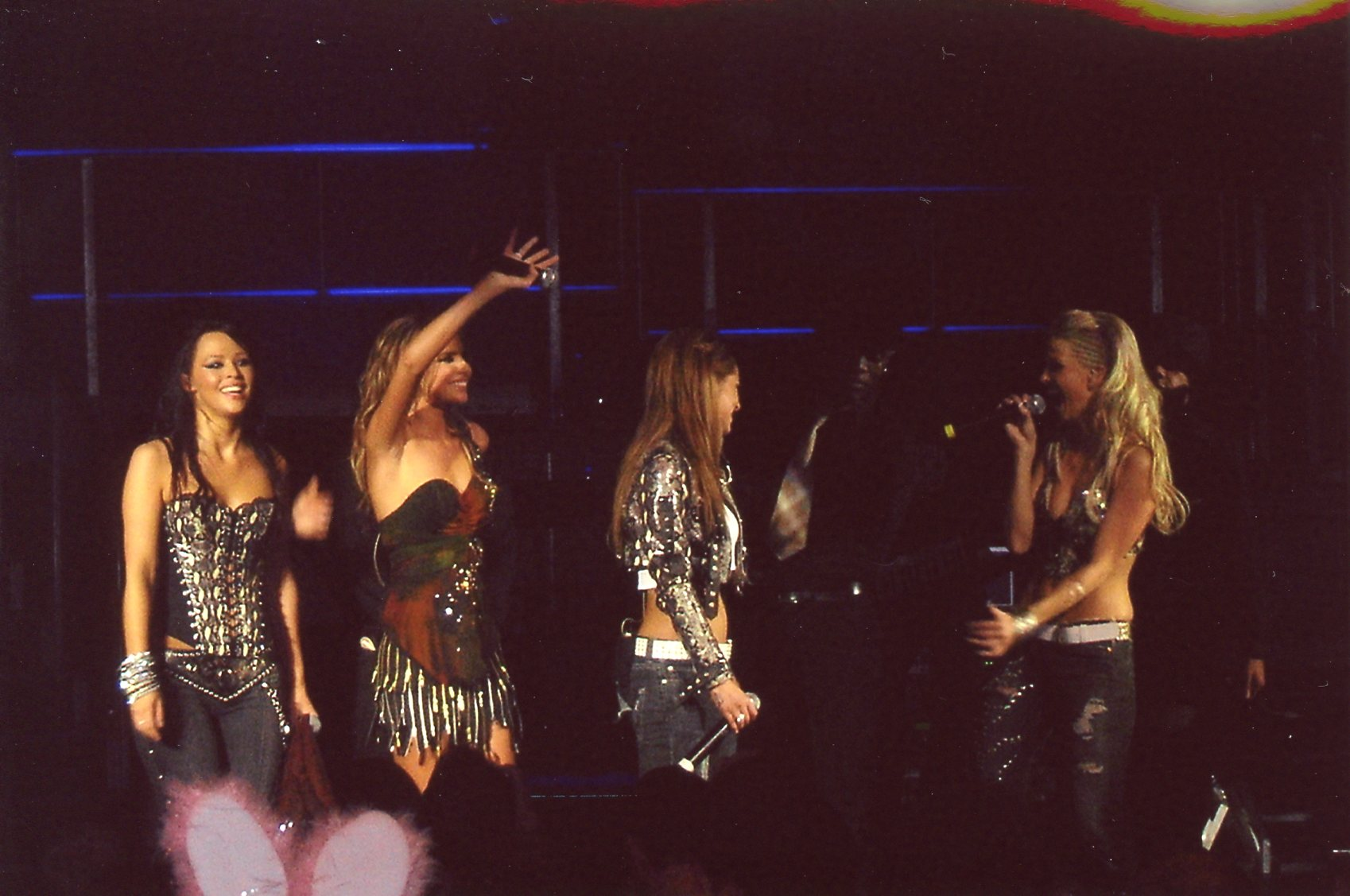
As Girls Aloud se apresentando em 2007.

Em setembro de 2006, no seu site oficial, as Girls Aloud confirmaram o lançamento de The Sound of Girls Aloud - uma compilação que contém todos os singles lançados pelo grupo até então e algumas novas canções. O álbum foi lançado em 30 de outubro de 2006, e em 5 de novembro de 2006 alcançou o primeiro lugar na parada de álbuns do Reino Unido. Uma edição limitada em formato de CD duplo também foi lançada. Além do álbum normal, ela inclui um CD com músicas até então não lançadas, versões diferentes de alguns singles e algumas apresentações ao vivo como "I Predict a Riot", tornando-se um item para colecionadores.O primeiro single inédito a partir do álbum foi "Something Kinda Ooooh", lançado em 16 de outubro de 2006, no formato de download digital, e em 23 de outubro de 2006, no formato físico. Com ele, as garotas tornaram-se o primeiro grupo britânico a alcançar o Top 5 do UK Singles Chart apenas com downloads, atingindo o quinto lugar. Na semana seguinte, o single subiu duas posições, alcançando o terceiro lugar da parada, sendo o 36º single mais vendido de 2006 no Reino Unido. A canção também está presente na trilha sonora do filme Run, Fat Boy, Run. O segundo e último single inédito do álbum foi "I Think We're Alone Now", uma regravação da música do compositor Ritchie Cordell, interpretada antes por cantores como Tommy James & the Shondells em 1965 e Tiffany em 1987. A canção chegou ao quarto lugar do UK Singles Chart, e ainda foi escolhida como tema do filme "It's a Boy Girl Thing". O videoclipe da canção, dirigido por Alex e Nick Hemming Collett, mostra as garotas tentando roubar um cassino de Los Angeles. O clipe é baseado em filmes como Onze Homens e Um Segredo (em Portugal:"Façam as vossas apostas") e Casino.
Após finalizadas as divulgações dos singles anteriores, as Girls Aloud, numa parceria com as Sugababes, fizeram uma regravação da canção "Walk This Way" do Aerosmith, para lançar como single beneficente para a campanha Comic Relief de 2007. A música foi lançada em 12 de março de 2007 e atingiu o primeiro lugar nas paradas britânicas.O single foi mal recebido pela crítica, e muitos dão o crédito ao primeiro lugar que a música alcançou ao fato de ser um single beneficente, e por ser interpretado por duas bandas pop influentes no Reino Unido. Em 2008, uma equipe de especialistas em música fez uma lista das "Piores regravações da história" para a revista "Total Guitar Magazine", onde "Walk This Way" foi classificada em 2º lugar. Em maio de 2007, o grupo lançou-se em sua terceira turnê chamada The Sound of Girls Aloud: The Greatest Hits Tour, que comemora os cinco anos de carreira do grupo, bem como a seqüência de hits lançados na coletânea. Quase todos os singles foram apresentados durante a turnê, apenas "See the Day" foi deixado de fora. Durante a turnê, as garotas se apresentaram em 15 arenas em todo o Reino Unido e Irlanda.

### 2007–2008:Tangled Up
Em 13 de julho de 2007, foi anunciado o novo single das Girls Aloud: "Sexy! No No No...", que passaria a ser o primeiro do quarto álbum de estúdio do grupo. A canção foi lançada em formato de download digital em 31 de agosto, atingindo a 64ª posição com apenas dois dias de downloads. O single físico foi lançado em 3 de setembro, e na mesma semana a música chegou ao quinto lugar no UK Singles Chart. A canção foi co-escrita pelas Girls Aloud, e Sarah Harding descreveu-a como "agitada", e "um grande avanço no som do grupo". Após encerradas as divulgações do single, foi a vez do álbum ser lançado. O álbum, denominado Tangled Up (nome retirado de um verso de "Close to Love", faixa do álbum) foi lançado em 19 de novembro de 2007, estreando na parada de álbuns do Reino Unido em quarto lugar. O álbum levou cerca de seis meses para ser gravado. O processo iniciou-se com cada uma das garotas conversando com o produtor Brian Higgins, contando sobre suas vidas, e então ele "se inspirou em tudo isso". Nadine Coyle disse que com este álbum "todas as canções seguem a mesma linha, enquanto nos outros, elas haviam sido bastante aleatórias". Em uma entrevista para o site da gravadora Fascination Records, Cheryl Cole disse que o álbum foi "feito com uma direção mais madura".
Além de "Sexy! No No No…", as Girls Aloud co-escreveram mais uma faixa do álbum, sendo ela "Crocodile Tears". O grupo também co-escreveu e gravou uma música chamada "Hoxton Heroes", que satiriza as bandas indie. A canção foi considerada muito controversa para o álbum e, por isso, foi lançada apenas como b-side do single de "Can't Speak French". Uma semana após o lançamento do álbum, o grupo lança seu 17º single, "Call the Shots", em 26 de novembro. Ele alcançou a terceira posição no UK Singles Chart, e o topo das paradas da Croácia e Eslovênia. O single também bateu o recorde de "Sound of the Underground", ao alcançar o topo do Radio Airplay Chart. Artistas como Mark Morriss, Smashing Pumpkins, David Jordan e Coldplay se apresentaram com essa música em performances ao vivo. Cheryl Cole disse ao jornal britânico Daily Star que "Call the Shots" é sua canção preferida do álbum, e que ela "lhe dá arrepios". O clipe de "Call the Shots" foi filmado em Malibu, Califórnia, e dirigido por Sean de Sparengo. Nele as garotas aparecem com vestidos roxos, a noite, em uma praia de Malibu, com tecidos brancos e tochas em volta delas. Recentemente a música ganhou o prêmio "Popjustice £20 Music Prize 2008". "Call the Shots" venceu candidatos como "About You Now" das Sugababes e "Bleeding Love" de Leona Lewis.

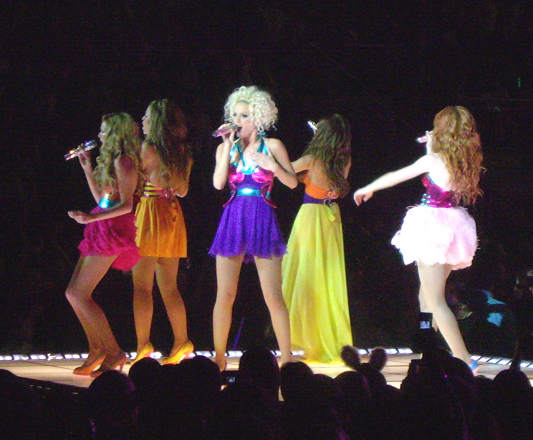
O grupo em 2008, promovendo seu quarto álbum de estúdio Tangled Up na turnê nacional pela Inglaterra.

Em 25 de janeiro de 2008, o Tangled Up foi recebeu a certificação de Disco de Platina. O terceiro e último single do álbum foi "Can't Speak French". Ele foi lançado em 17 de março, tendo como b-sides uma versão em francês da própria música e a canção "Hoxton Heroes". Em 23 de março, o single alcançou o nono lugar nas paradas do Reino Unido, e o 12º lugar na Irlanda. O vídeo de "Can't Speak French" foi filmado no final de janeiro de 2008 em Londres, com direção do diretor americano Petro. Nele as Girls Aloud vestem trajes inspirados no filme francês do século XVIII, Marie Antoinette. Elas entram em uma sala onde está acontecendo um jantar, e passam a seduzir os convidados. A gravadora Fascination, então, decidiu não lançar mais nenhum single do álbum devido à terceira turnê do grupo realizada em arenas, e quarta no total: a Tangled Up Tour, que percorreu a Inglaterra de maio a agosto de 2008. Nela as garotas apresentaram-se em 34 shows, incluindo 24 arenas e 10 espaços ao ar livre, tornando-se a maior turnê do grupo. As Girls Aloud ainda receberam sua segunda nomeação no BRIT Awards, em 2008, sendo indicadas para o prêmio de "Melhor Grupo Britânico".

### 2008–09:Out of Controle hiato
Em maio de 2008, o grupo confirmou que havia começado a trabalhar em seu quinto álbum de estúdio, Out of Control. Em agosto, o jornal The Sun afirmou que o álbum seria lançado em outubro, e a gravadora Fascination Records confirmou o lançamento para novembro do mesmo ano. Sarah Harding disse em entrevista à MTV que elas haviam "trabalhado no álbum o verão inteiro". Em 11 de setembro, foi anunciado no site oficial do grupo o nome do novo single do grupo, "The Promise", uma canção com notável influência dos anos 60. Ela foi ao ar pela primeira vez em 14 de setembro no programa Switch da BBC Radio One, com Annie Mac e Nick Grimshaw. Originalmente programada para ser lançada em 27 de outubro de 2008, a música teve seu lançamento inexplicavelmente antecipado em uma semana. Em 26 de outubro, "The Promise" estreou no UK Singles Chart em primeiro lugar. Só na primeira semana, o single vendeu impressionantes 77.110 cópias, tornando-se o single mais vendido em sua semana de estréia em 2008 até então. Na Irlanda, a canção estreou em quarto lugar, subindo para a segunda colocação na semana seguinte.

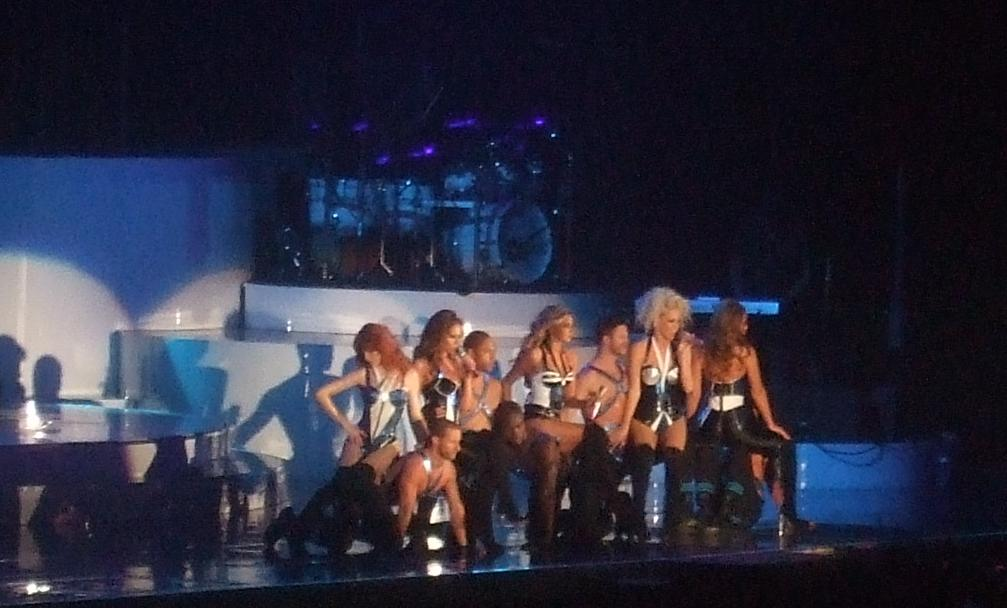
Girls Aloud se apresentando em 2008.

Em 3 de novembro é finalmente lançado o álbum. O site do grupo descreveu o Out of Control como "o álbum mais empolgante e emocionante do grupo". Kimberley Walsh afirmou que ele "tem uma sonoridade retrô, mas isso não foi planejado, simplesmente aconteceu'". Nicola Roberts disse que o álbum possui o electropop dos anos 80. Sarah acrescentou: "estou otimista por tentarmos fazer algo diferente e avançado. Eu acho que nunca fizemos nada que tenha soado parecido". Nadine Coyle disse que "o objetivo desde o início era fazer canções que não soassem como qualquer outra coisa já feita lá fora". E Kimberley acrescentou dizendo: "nós sempre queremos impressionar os fãs com o que fazemos". O jornal The Sun descreveu o álbum como "uma mistura de baladas e batidas incansáveis, com aqueles hits que já estamos habituados". O "Popjustice" disse que "as letras têm a tristeza e a melancolia de uma grande balada romântica, mas a produção leva a canção direto para a pista de dança e lhe dá uma inegável sensação de otimismo". Segundo o jornal The Times, Xenomania (produtor do grupo) e as Girls Aloud "estão inventivos como nunca", A revista NME classificou o álbum como "mais consistente do que qualquer álbum indie britânico lançado este ano." Em uma análise mais apática, o "MSN" disse que o álbum "não foi perfeito por diversos motivos [...] mas existem músicas ao estilo das Girls Aloud o suficiente para manter sua base de fãs felizes, enquanto a peculiaridade de algumas canções pode dar-lhes uma nova audiência."
Assim como no Tangled Up, as Girls Aloud também co-escreveram algumas canções para o álbum. No Out of Control foram quarto: "Live in the Country", "Love is the Key", "Miss You Bow Wow" e "Revolution in the Head". E ainda, a canção "The Loving Kind" contou com a colaboração dos Pet Shop Boys. Neil Tennant disse que coescreveu a canção enquanto trabalhava com Xenomania, e descreveu-a como "linda, e ainda assim dançante". Em fevereiro de 2009, Girls Aloud assinou um novo contrato de gravação com a Fascination que iria ver o grupo lançar mais três álbuns de estúdio. No entanto, em julho de 2009, Girls Aloud anunciaram que estavam tomando um hiato de um ano para buscar projetos solo, mas iria se reunir para um novo álbum de estúdio em 2010, o que não aconteceu.  Dois meses depois, as Girls Aloud interromperam brevemente o hiato para fazer dois shows de apoio ao Coldplay junto com Jay-Z no Estádio de Wembley.

### 2012–2013:Tene fim do grupo

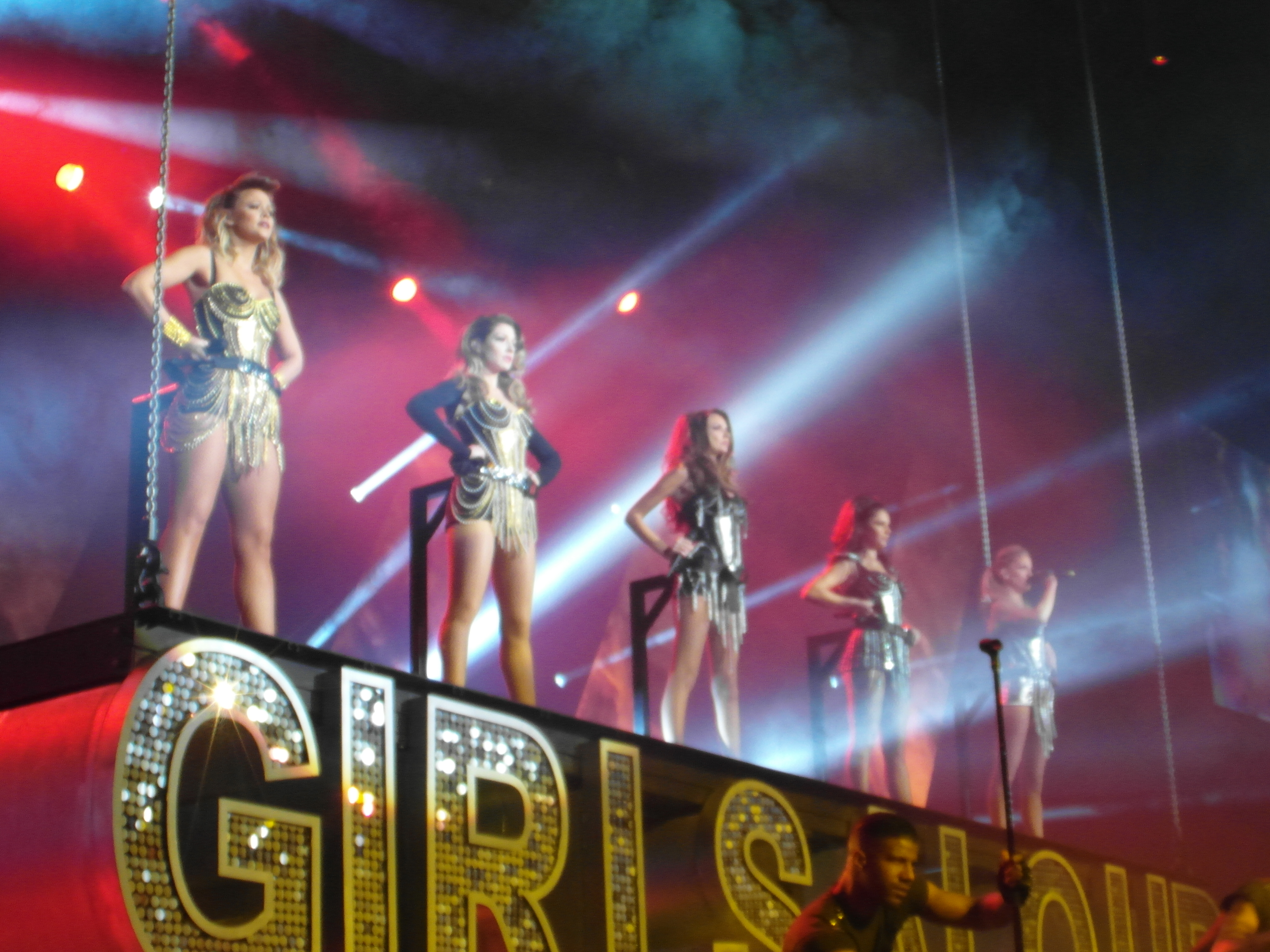
As meninas se apresentando em 2013.

Após três anos de hiato, Girls Aloud se reuniu para o aniversário de 10 anos do grupo. O grupo lançou seu novo single, "Something New" em 18 de novembro de 2012. O vídeo para a canção foi filmado em outubro e estreou no YouTube em 19 de outubro de 2012. A canção também é o single oficial do Children in Need, instituição de caridade para crianças necessitadas. O grupo também lançou sua segunda compilação de hits, Ten em 26 de novembro de 2012. A música "Beautiful Because You Love Me" não conseguiu entrar no top 10 das paradas britânicas. Em 2013, o grupo embarcou na turnê Ten: The Hits Tour e no final do último show da turnê, anunciaram oficialmente o fim do grupo no twitter.

### 2023–presente: The Girls Aloud Show
Em 26 de agosto de 2020, Sarah afirmou que havia sido diagnosticada com câncer de mama e que havia avançado para "outras partes" de seu corpo. Em março de 2021, ela disse que a doença era terminal e que "não veria outro Natal". A cantora morreu na manhã de 5 de setembro de 2021, aos 39 anos. Em julho de 2022, as quatro integrantes remanescentes do grupo se juntaram em memória de Harding para arrecadar fundos à instituição de caridade para pessoas com a mesma doença. No ano de 2023, o agora quarteto se juntou em memória de Harding para uma turnê de celebração aos 21 anos da banda, intitulado The Girls Aloud Show, pelas arenas do Reino Unido e Irlanda para o mês de maio e junho. Como divulgação, a banda apareceu no programa de televisão britânico BBC One Show. Em julho do mesmo ano, foi reconhecida como a turnê de maior bilheteria no Reino Unido em 2024. No mês de agosto, elas apareceram no Brighton Pride em Manchester.

## Outros projetos musicais

### Singles
O grupo também participou em 2007 da coletânea Radio 1: Established 1967, celebrando o 40º aniversário da "BBC Radio 1", com uma regravação da canção "Teenage Dirtbag", da banda americana Wheatus, e os backing vocals para a regravação feita pelo Franz Ferdinand para a canção "Sound and Vision" de David Bowie. As Girls Aloud também gravaram duas faixas para a trilha sonora do filme St Trinian's, sendo elas "Theme to St. Trinian's" e "On My Way to Satisfaction". Elas também fazem uma participação no filme como a banda da escola. A trilha sonora do filme foi lançada em 10 de dezembro de 2007, e o vídeo de "Theme to St. Trinian's" estreou em meados de dezembro de 2007. Em 6 de janeiro de 2008 a canção entrou no UK Singles Chart em 51º lugar, sem nenhum plano de divulgação ou lançamento físico.

### Colaborações
As Girls Aloud também fizeram os backing vocals de uma música presente no segundo álbum da cantora norueguesa Annie, chamada "My Love Is Better". No entanto, o produtor Brian Higgins (que trabalha tanto com Annie como com as Girls Aloud), declaradamente não pediu permissão para acrescentar os vocais das garotas na música. Annie em uma entrevista declarou que "Brian perguntou-lhes se gostariam de ajudar. Elas são realmente animadas, entraram em meu estúdio e foi tudo muito divertido." O problema foi resolvido e os vocais permanecerão na música do álbum de Annie.

## Atividades não-musicais

### Televisão e cinema

#### Girls Aloud: Off the Record
As Girls Aloud gravaram um documentário de 6 capítulos para o canal E4 intitulado Girls Aloud: Off the Record, exibido a partir de 11 de abril de 2006. A série foi filmada durante a era "Chemistry", e centrou-se nas atividades promocionais da banda, incluindo a filmagem do videoclipe de "Biology", o lançamento e divulgação de "Whole Lotta History" e a turnê Chemistry Tour. Também mostrou as viagens internacionais da banda para a Grécia, Paris, Xangai e Austrália. Um DVD da série foi lançado em 4 de setembro de 2006 após várias mudanças na data de lançamento. Ele incluiu um episódio inédito, e atingiu o quarto lugar no Music DVD Chart, a parada de DVDs musicais britânica.

#### Passions of Girls Aloud
As garotas estrelaram uma nova série televisiva do canal ITV2, chamada Passions of Girls Aloud, que foi ao ar de 14 de março à 4 de abril de 2008, coincidindo com o lançamento do terceiro single do álbum Tangled Up. O objetivo da série era mostrar cada uma das garotas fazendo algo que sempre sonhou em fazer, exceto cantar. Em 13 de novembro de 2007 foi noticiado que Nadine não participaria da série. Mais tarde, Sarah Harding declarou em entrevista que Nadine não participou porque é a mais reservada do grupo, e não se dispôs a participar de um Reality Show.

#### The Girls Aloud Party
As Girls Aloud assinaram com a ITV para apresentar um especial de Natal intitulado The Girls Aloud Party (em português: A Festa das Girls Aloud). De acordo com o The Sun, o programa mostrou as garotas fazendo performances de seus hits e apresentando seu novo single de Natal. Elas também conversaram com colegas do showbiz e apresentaram pequenos quadros humorísticos.

#### Outras aparições
Em 2005, as Girls Aloud filmaram um documentário chamado Girls Aloud: Home Truths, que veio a abrir caminho para o documentário Girls Aloud: Off the Record. Um ano depois, elas apareceram em um episódio de Ghosthunting with… (sem Nadine), onde Yvette Fielding levou as garotas à locais "mal-assombrados". Em abril de 2007, as garotas filmaram uma participação no filme St Trinian's, interpretando uma banda escolar. O filme foi lançado no Reino Unido em 21 de dezembro de 2007. O grupo também fez uma participação no documentário da banda Oasis, Lord Don't Slow Me Down. Além dos DVDs das turnês ao vivo, o grupo também lançou outros dois DVDs - Girls On Film e Style.
As garotas afirmaram que estavam analisando alguns roteiros para um filme sobre o grupo. Kimberley disse: "Nós queremos que seja algo como Friends ou Sex and the City", e Nicola acrescentou: "Gostaríamos de ter a chance de fazer algo atuando. Apresentaram-nos vários roteiros - todos eram muito ruins".
Cheryl Cole foi um dos jurados da quinta temporada do The X Factor, programa que anteriormente revelou artistas como Leona Lewis. Cheryl entrou no lugar de Sharon Osbourne, e disse que "apesar de já ter começado a trabalhar no próximo álbum do grupo, será brilhante ser juíza do The X Factor". Ironicamente, um dos outros juízes é Louis Walsh, que também foi jurado do Popstars: The Rivals, programa que revelou as Girls Aloud.

### Autobiografia
As Girls Aloud confirmaram no seu site oficial, em 8 de abril de 2008 que iriam co-escrever uma autobiografia, intitulada Dreams That Glitter – Our Story (em português: Sonhos que Brilham - Nossa História). O livro, que tem o nome retirado de um verso de "Call the Shots", foi publicado em 9 de outubro de 2008 pela editora Transworld. O livro se concentra na ascensão da banda e nas histórias de vida de cada uma delas. Além disso, Dreams That Glitter inclui dicas de moda, fofocas sobre celebridades e fotos nunca antes divulgadas da banda.

### Campanhas publicitárias
Cheryl estrelou a campanha para a Coca-Cola Zero, em uma campanha destinada a homens jovens do Reino Unido em 2006, e Sarah na Irlanda em 2007.
Sarah estrelou a campanha da marca de lingerie "Ultimo" em 2006, e foi substituída pela ex-Spice Girl Melanie Brown.
Em 2007, as Girls Aloud assinaram um contrato com o prazo de um ano para a campanha da marca de shampoo Sunsilk (Seda no Brasil). O contrato é estimado em £1.250.000 (mais de 4 milhões de reais). As garotas filmaram um comercial de televisão e anúncios publicitários divulgados em revistas, com cada uma das cinco garotas com o rosto estampado em um shampoo diferente.
Em junho de 2007, as Girls Aloud também fecharam um acordo com a Samsung britânica. Elas irão fazer propagandas de celulares e MP3 players, e cantar em eventos da Samsung, entre outras atividades. O aparelho Samsung F210 Purple vem com um 1GB de memória com conteúdo das Girls Aloud.
Em março de 2008, as garotas assinaram contrato para estrelar a campanha publicitária de um chocolate (Kit Kat) chamado "Senses". A fabricante da barra de chocolate também patrocinou a turnê do grupo "Tangled Up Tour". O valor estimado do contrato é de £500,000 (mais de 1.300.000 reais) cada uma das garotas.

## Influências
Vários artistas já se declararam fãs do grupo, incluindo Noel Gallagher, os Jonas Brothers, Matt Helders, Chris Martin, Duff McKagan, e Neil Tennant. Alguns artistas também apresentaram-se cantando canções do grupo, como Arctic Monkeys, Billy Corgan, Coldplay, Mark Morriss e McFly.

## Discografia
Álbuns de estúdio
- Sound of the Underground (2003)
- What Will the Neighbours Say? (2004)
- Chemistry (2005)
- Tangled Up (2007)
- Out of Control (2008)

## Turnês
- What Will The Neighbours Say...? Tour (2005)
- Chemistry Tour (2006)
- Greatest Hits Tour (2007)
- Tangled Up Tour (2008)
- Out of Control Tour (2009)
- Ten: The Hits Tour 2013 (2013)